# Geraldine Brooksová
Geraldine Brooks (* 14. září 1955, Sydney, Austrálie) je australská novinářka a spisovatelka. Světoznámou se stala poté, kdy v roce 2005 získala Pulitzerovu cenu. Od roku 2002 má občanství USA.

## Život
Vystudovala Sydney University a jako novinářka začínala The Sydney Morning Herald. Získala stipendium na studium v USA a graduovala roku 1983 v oboru žurnalismus na New York City’s Columbia University. Příštího roku se vdala za amerického novináře Tony Horowitze a konvertovala k jeho víře, judaismu. Pracovala jako zahraniční reportér pro The Wall Street Journal, pro který zasílala reportáže z krizových oblastí Blízkého východu, Afriky a Balkánu.
Roku 1994 vydala knihu Devět částí touhy o muslimských ženách na Blízkém východě. Její první román Zázračný rok (2001), příběh ze 17. století, se stal celosvětovým bestsellerem. Další román vyšel roku 2005, jmenuje se March a jde o fiktivní příběh z americké občanské války. Za tento román získala následujícího roku Pulitzerovu cenu. Zatím poslední román Stvořitelé a spasitelé (People of the Book) získal též několik literárních cen. Jde o příběh staré hebrejské knihy odehrávající se během několika staletí v několika časových rovinách a v různých místech Evropy a Blízkého východu.